# Борисенко, Андрей Иванович
Андре́й Ива́нович Борисе́нко (род. 17 апреля 1964, Ленинград) — лётчик-космонавт Российской Федерации, член отряда космонавтов ФГБУ НИИ ЦПК. Герой Российской Федерации (2012).

## Биография
Родился 17 апреля 1964 года в Ленинграде.

## Образование
Окончил в 1981 году физико-математическую школу № 30 в Ленинграде. Выпускник Юношеского клуба космонавтики им. Г. С. Титова Ленинградского Дворца пионеров, 1980 год (17 выпуск). В 1987 году окончил Ленинградский механический институт им. Д. Ф. Устинова по специальности «динамика и управление полетом летательных аппаратов».

## Работа
В 1987—1989 годах служил в войсковой части ВМФ в качестве гражданского специалиста.
С 1989 года работает в НПО «Энергия». Являлся специалистом Главной оперативной группы управления орбитальной станцией «Мир». С 1999 по 2003 год — сменный руководитель полёта в Центре управления полётами.

## Космическая подготовка
После прохождения обследования в ИМБП 12 сентября 2002 года был признан годным к спецтренировкам и 29 мая 2003 года зачислен в отряд космонавтов РКК «Энергия». С июня 2003 по июнь 2005 г. проходил общекосмическую подготовку, после чего успешно сдал государственные экзамены.
5 июля 2005 года Андрею Борисенко присвоена квалификация космонавта-испытателя.
В сентябре 2008 года был назначен бортинженером в составе дублирующего экипажа корабля «Союз ТМА-19» и долговременной экспедиции МКС-24/25.
В апреле 2009 года был переведён из дублирующего экипажа «Союза ТМА-19» в дублирующий экипаж «Союз ТМА-18» и МКС-23/24. Во время старта космического корабля «Союз ТМА-18» дублировал бортинжнера Михаила Корниенко.
В июле 2009 года А. Борисенко назначен бортинженером в основной экипаж «Союз ТМА-21» и МКС-27/28. В марте 2010 года успешно сдал экзамены в составе своего экипажа. В апреле аттестован в качестве космонавта отряда РКК «Энергия», но в феврале 2011 года в связи с реорганизацией уволен из него и тут же принят в отряд ФГБУ НИИ ЦПК на должность космонавта-испытателя.
16 января 2013 года приказом начальника ЦПК им.Ю.А.Гагарина назначен начальником 2-й группы (космонавты-испытатели) отряда космонавтов, в которую входят космонавты, не имеющие опыт космического полета.

## Космический полёт

### Первый полёт
Первоначально старт корабля «Союз ТМА-21» был намечен на 30 марта 2011 года. Однако 13 марта стало известно, что запуск перенесен из-за обнаруженных неполадок. 17 марта было объявлено, что старт ракеты-носителя с «Союзом ТМА-21» назначен на 5 апреля.
Запуск ракеты-носителя «Союз-ФГ» был осуществлён 5 апреля 2011 года в 02:18 по московскому времени. На борту корабля «Союз ТМА-21», названного «Гагарин» в честь полувекового юбилея первого полёта человека в космос, находился экипаж в составе Александра Самокутяева, Андрея Борисенко и Рональда Гарана.
Старт прошёл в штатном режиме. Стыковка космического корабля с Международной космической станцией (МКС) произошла в автоматическом режиме 7 апреля 2011 года в 03:18 по московскому времени. Андрей Борисенко стал 200-м космонавтом, посетившим МКС с 1999 года.
16 сентября 2011 года в 04:38 космический корабль «Союз ТМА-21» отстыковался от Международной космической станции и отправился в автономный полет. В 07:59 спускаемый аппарат космического корабля «Союз ТМА-21» совершил успешную посадку в 149 километрах от города Жезказгана (Казахстан).
Продолжительность полета космонавтов составила 164 суток 05 часов 41 минуты 19 секунды.

### Второй полёт
Второй полет начался на корабле «Союз МС-02» 19 октября 2016 года, стартовал в 11:05 мск с площадки № 31 космодрома Байконур в качестве бортинженера экипажа космического корабля «Союз МС-02» (позывной — Фавор) и бортинженера экипажа Международной космической станции по программе МКС-49/50 основных космических экспедиций. Командир экипажа «Союз МС 02» — космонавт Роскосмоса Сергей Рыжиков, второй бортинженер экипажа астронавт НАСА Роберт Кимбро.
Полёт ТПК к станции проходил по 34-витковой (двухсуточной) схеме, стыковка произошла в автоматическом режиме. В 12:58 мск 21 октября 2016 года корабль пристыковался к зенитному стыковочному агрегату малого исследовательского модуля «Поиск» (МИМ-2) российского сегмента Международной космической станции. В 15:20 мск был открыт переходной люк, и члены экипажа корабля перешли на борт МКС.
После успешного выполнения программы полёта 10 апреля 2017 года корабль с тремя членами экипажа отстыковался от МКС в 10:58 мск, а в 14:21 мск спускаемый аппарат корабля совершил мягкую посадку в 147 км юго-восточнее города Жезказгана (Казахстан). Продолжительность полета составила 173 суток 3 часа 15 минут 21 секунд.
Статистика
| # | Стартовый корабль | Старт, UTC        | Экспедиция             | Корабль посадки | Посадка, UTC      | Налёт                        | Выходы в открытый космос | Время в открытом космосе |
| - | ----------------- | ----------------- | ---------------------- | --------------- | ----------------- | ---------------------------- | ------------------------ | ------------------------ |
| 1 | Союз ТМА-21       | 04.04.2011, 22:18 | Союз ТМА-21, МКС-27/28 | Союз ТМА-21     | 16.09.2011, 03:59 | 164 суток 05 часов 41 минута | 0                        | 0                        |
| 2 | Союз МС-02        | 19.10.2016, 08:05 | Союз МС-02, МКС-49/50  | Союз МС-02      | 10.04.2017, 11:20 | 173 суток 03 часа 15 минут   | 0                        | 0                        |
|   |                   |                   |                        |                 |                   | 337 суток 08 часов 56 минут  | 0                        | 0                        |

### Commercial Crew Program
Рассматривался как один из первых российских космонавтов, который полетит по американской программе Commercial Crew Program, поскольку являлся единственным подтвержденным членом группы российских космонавтов, которым будет поручено летать на борту космических кораблей «Crew Dragon» от SpaceX и «Starliner» от Boeing, как только они выполнят по одному полноценному полёту с экипажем и докажут свою безопасность. Предположительно, он мог полететь на корабле «Crew Dragon» от SpaceX в рамках миссии US Crew Vehicle-3.
С 26 февраля 2021 года прекратил трудовое соглашение с ФГБУ «НИИ ЦПК имени Ю. А. Гагарина» и был освобожден от должности инструктора-космонавта-испытателя — начальника группы космонавтов отряда космонавтов. Данное решение было принято на основании рекомендации Главной медицинской комиссии.

## Награды
- Герой Российской Федерации и Лётчик-космонавт Российской Федерации (25 июня 2012 года) — за мужество и героизм, проявленные при осуществлении космического полёта на Международной космической станции;
- Орден «За заслуги перед Отечеством» IV степени (28 ноября 2018 года) — за большой вклад в развитие пилотируемой космонавтики, укрепление международного сотрудничества в области исследования и использования космического пространства[10];
- Знак преподобного Сергия Радонежского (Московская область, 15 января 2021 года) — за особо плодотворную государственную, благотворительную и общественную деятельность на благо Московской области[11].

## Семья
Андрей Борисенко женат. Жена — Наталья Александровна. Сын Иван (1994).